# 속성간의 교류
속성간의 교류(라틴어: Communicatio idiomatum, 영어: communication of properties)는 기독교의 교리에서 루터교에서 주장하는 것이다. 이것은 그리스도론에서 그리스도의 인격 안에서 신성과 인성간의 상호작용에 관한 개념이다. 이 상호작용을 통하여 또 다른 본성이 생기는 데, 이것이 하나님의 고통을 말하고 있다고 그들은 설명한다.
이 개념의 원조는 이그나티우스이며 에페소스 공의회에서 나타나기 시작했다. 그 이후에 위격적 연합교리에 의해 그리스도의 각각의 두 본성이 도입되었다.  16세기에는 칼빈주의와 루터파 사이에 의견의 차이를 보였다.
루이스 벌코프는 그의 조직신학에서 속성간의 교류는 '그리스도의 양성이 제각기 상대편으로 침투하며, 그의 인성은 신성의 속성들에 참여한다'로 설명하였다.